# Marianna Valovova
Marianna Valovova (Russisch: Марианна Валовова) (1918) was een schaatsster uit de Sovjet-Unie.

## Resultaten

### Wereldkampioenschappen
| Jaar | Jaar     | Plaats     | Resultaten       | Resultaten                              |
| ---- | -------- | ---------- | ---------------- | --------------------------------------- |
| 1949 | Allround | Kongsberg  | 7e Allround      | 1e 500 m 4e 1000 m 7e 3000 m 7e 5000 m  |
| 1950 | Allround | Moskou     | 7e Allround      | 5e 500 m 5e 1000 m 14e 3000 m 4e 5000 m |
| 1951 | Allround | Eskilstuna | Niet deelgenomen | Niet deelgenomen                        |
| 1952 | Allround | Kokkola    | 10e Allround     | 4e 500 m 9e 1000 m 9e 3000 m 10e 5000 m |

### USSR kampioenschappen
| Jaar | Resultaten                                               | Resultaten                                               |
| ---- | -------------------------------------------------------- | -------------------------------------------------------- |
| 1936 | Allround                                                 | 1e 500 m 4e 1000 m 4e 1500 m 4e 3000 m                   |
| 1937 | Allround                                                 | 1e 500 m 1e 1000 m 4e 3000 m 3e 5000 m                   |
| 1938 | - Allround                                               | 3e 500 m - 1000 m - 3000 m - 5000 m                      |
| 1939 | 5e Allround                                              | - 500 m 3e 1000 m - 3000 m - 5000 m                      |
| 1940 | Allround                                                 | 2e 500 m 3e 1000 m 2e 3000 m 3e 5000 m                   |
| 1941 | 4e Allround                                              | 1e 500 m 1e 1000 m 3e 3000 m - 5000 m                    |
| 1942 | Kampioenschap werd niet gereden                          | Kampioenschap werd niet gereden                          |
| 1943 | Niet deelgenomen                                         | Niet deelgenomen                                         |
| 1944 | - Allround                                               | 1e 500 m - 1000 m - 3000 m - 5000 m                      |
| 1945 | 6e Allround                                              | 3e 500 m - 1000 m - 3000 m - 5000 m                      |
| 1946 | 4e Allround                                              | 2e 500 m 2e 1000 m 5e 3000 m 5e 5000 m                   |
| 1947 | 4e Allround                                              | 2e 500 m 4e 1000 m 6e 3000 m 6e 5000 m                   |
| 1948 | Niet deelgenomen                                         | Niet deelgenomen                                         |
| 1949 | 4e Allround                                              | 3e 500 m 5e 1000 m 5e 3000 m 11e 5000 m                  |
| 1950 | 9e Allround                                              | 7e 500 m 5e 1000 m 14e 3000 m 12e 2000 m                 |
| 1951 | het resultaat is onbekend. persoonlijke records vestigen | het resultaat is onbekend. persoonlijke records vestigen |
| 1952 | - Allround                                               | 2e 500 m - 1000 m 10e 3000 m - 5000 m                    |

## Persoonlijke records
| Afstand    | Tijd    | Datum            | Baan            |
| ---------- | ------- | ---------------- | --------------- |
| 500 meter  | 47,20   | 9 januari 1952   | Alma-Ata        |
| 1000 meter | 1.39,60 | 9 januari 1952   | Alma-Ata        |
| 1500 meter | 2.40,80 | 13 februari 1946 | Oslo            |
| 3000 meter | 5.42,30 | 4 maart 1951     | Jekaterinenburg |
| 5000 meter | 9.55,40 | 4 maart 1951     | Jekaterinenburg |